# Rakousko na Letních olympijských hrách 1976
Rakousko na Letních olympijských hrách 1976 v kanadském Montréalu reprezentovalo 60 sportovců, z toho 54 mužů a 6 žen. Nejmladším účastníkem byla Brigitte Duda (15 let, 145 dní), nejstarším pak Oswald Probst (41 let, 19 dní). Rakousko získalo 1 bronzovou medaili.

## Medailisté
| Medaile | Jméno            | Sport             | Disciplína                      |
| ------- | ---------------- | ----------------- | ------------------------------- |
| Bronz   | Rudolf Dollinger | Sportovní střelba | muži 50 metrů libovolná pistole |